# Bóng rổ tại Đại hội Thể thao Đông Nam Á 1995
Bóng rổ tại Đại hội Thể thao Đông Nam Á năm 1995 diễn ra từ ngày 10 đến 16 tháng 12 năm 1995 tại Nhà thi đấu Gymnasium số 2, Khu Liên hợp Thể thao Kỷ niệm 700 năm Chiang Mai, Thái Lan. Chương trình thi đấu bao gồm cả nội dung nam và nữ, với thể thức thi đấu vòng tròn một lượt, sau đó hai đội đứng đầu gặp nhau trong trận chung kết, và hai đội xếp tiếp theo tranh huy chương đồng.
Ở giải đấu nam, đội tuyển Philippines bảo vệ thành công ngôi vô địch sau khi đánh bại đội chủ nhà Thái Lan 108–89 trong trận chung kết, qua đó giành chức vàng thứ ba liên tiếp kể từ SEA Games 1991 và là danh hiệu thứ chín của. Trong khi đó, Malaysia đã giành huy chương đồng sau khi vượt qua Indonesia, đội từng giành đồng ở kỳ đại hội trước, trong trận tranh hạng ba.
Ở giải đấu nữ nữ, đội tuyển Thái Lan đã giành chức vô địch lần thứ năm liên tiếp sau khi đánh bại Philippines, đội từng giành huy chương đồng kỳ trước, với tỷ số 91–53 trong trận chung kết đầu tiên giữa hai đội. Malaysia, đương kim á quân của kỳ đại hội trước, giành huy chương đồng sau khi vượt qua Indonesia trong trận tranh hạng ba..

## Thể thức thi đấu
Thể thức thi đấu cho cả nội dung nam và nữ quy định rằng hai đội đứng đầu sau vòng tròn một lượt sẽ gặp nhau trong trận chung kết tranh huy chương vàng.

## Giải đấu nam

### Quốc gia tham dự
- Indonesia
- Lào
- Malaysia
- Myanmar
- Philippines
- Singapore
- Thái Lan

### Kết quả
| VT | Đội          | ST | T | B | ĐT  | ĐB  | HS   | Đ  | Giành quyền tham dự                |
| -- | ------------ | -- | - | - | --- | --- | ---- | -- | ---------------------------------- |
| 1  | Philippines  | 6  | 6 | 0 | 652 | 375 | +277 | 12 | Lọt vào trận chung kết             |
| 2  | Thái Lan (H) | 6  | 4 | 2 | 566 | 427 | +139 | 10 | Lọt vào trận chung kết             |
| 3  | Malaysia     | 6  | 4 | 2 | 367 | 309 | +58  | 10 | Lọt vào trận tranh huy chương đồng |
| 4  | Indonesia    | 6  | 4 | 2 | 567 | 419 | +148 | 10 | Lọt vào trận tranh huy chương đồng |
| 5  | Singapore    | 6  | 2 | 4 | 289 | 298 | −9   | 8  |                                    |
| 6  | Myanmar      | 6  | 1 | 5 | 163 | 383 | −220 | 7  |                                    |
| 7  | Lào          | 6  | 0 | 6 | 173 | 473 | −300 | 6  |                                    |

1. ↑  1–1, 1.184
2. ↑  1–1, 1.000
3. ↑  1–1, 0.840

| 9 tháng 12 năm 1995 8:30 | Report | Lào | 32–116 | Malaysia |  | 700th Anniversary Sport Complex Gymnasium 2, Chiang Mai |

| 9 tháng 12 năm 1995 10:15 | Report | Myanmar | 44–95 | Singapore |  | 700th Anniversary Sport Complex Gymnasium 2, Chiang Mai |

| 9 tháng 12 năm 1995 12:00 | Report | Thái Lan | 94–61 | Indonesia |  | 700th Anniversary Sport Complex Gymnasium 2, Chiang Mai |

| 10 tháng 12 năm 1995 11:45 | Report | Indonesia | 116–32 | Lào |  | 700th Anniversary Sport Complex Gymnasium 2, Chiang Mai |

| 10 tháng 12 năm 1995 15:15 | Report | Myanmar | 57–127 | Thái Lan |  | 700th Anniversary Sport Complex Gymnasium 2, Chiang Mai |

| 10 tháng 12 năm 1995 18:45 | Report | Philippines | 93–68 | Singapore |  | 700th Anniversary Sport Complex Gymnasium 2, Chiang Mai |

| 11 tháng 12 năm 1995 11:45 | Report | Philippines | 138–45 | Myanmar |  | 700th Anniversary Sport Complex Gymnasium 2, Chiang Mai |

| 11 tháng 12 năm 1995 15:15 | Report | Indonesia | 86–81 | Malaysia |  | 700th Anniversary Sport Complex Gymnasium 2, Chiang Mai |

| 11 tháng 12 năm 1995 18:45 | Report | Thái Lan | 82–61 | Singapore |  | 700th Anniversary Sport Complex Gymnasium 2, Chiang Mai |

| 12 tháng 12 năm 1995 11:45 |  | Myanmar | W–L | Lào |  | 700th Anniversary Sport Complex Gymnasium 2, Chiang Mai |

| 12 tháng 12 năm 1995 15:15 | Report | Singapore | 65–79 | Indonesia |  | 700th Anniversary Sport Complex Gymnasium 2, Chiang Mai |

| 12 tháng 12 năm 1995 18:45 | Report | Philippines | 105–79 | Malaysia |  | 700th Anniversary Sport Complex Gymnasium 2, Chiang Mai |

| 13 December 1995 11:45 | Report | Indonesia | 161–62 | Myanmar |  | 700th Anniversary Sport Complex Gymnasium 2, Chiang Mai |

| 13 tháng 12 năm 1995 15:15 | Report | Philippines | 138–45 | Lào |  | 700th Anniversary Sport Complex Gymnasium 2, Chiang Mai |

| 13 tháng 12 năm 1995 18:45 | Report | Thái Lan | 86–91 | Malaysia |  | 700th Anniversary Sport Complex Gymnasium 2, Chiang Mai |

| 14 tháng 12 năm 1995 11:45 | Report | Lào | 64–103 | Thái Lan |  | 700th Anniversary Sport Complex Gymnasium 2, Chiang Mai |

| 14 tháng 12 năm 1995 15:15 | Report | Philippines | 85–64 | Indonesia |  | 700th Anniversary Sport Complex Gymnasium 2, Chiang Mai |

| 14 tháng 12 năm 1995 18:45 |  | Malaysia | W–L | Singapore |  | 700th Anniversary Sport Complex Gymnasium 2, Chiang Mai |

| 15 tháng 12 năm 1995 14:30 |  | Myanmar | L–W | Malaysia |  | 700th Anniversary Sport Complex Gymnasium 2, Chiang Mai |

| 15 tháng 12 năm 1995 16:15 |  | Singapore | W–L | Lào |  | 700th Anniversary Sport Complex Gymnasium 2, Chiang Mai |

| 15 tháng 12 năm 1995 18:00 | Report | Philippines | 93–74 | Thái Lan |  | 700th Anniversary Sport Complex Gymnasium 2, Chiang Mai |

#### Tranh huy chương đồng
| 16 tháng 12 năm 1995 14:45 |  | Malaysia | W–L | Indonesia |  | 700th Anniversary Sport Complex Gymnasium 2, Chiang Mai |

#### Chung kết
| 16 tháng 12 năm 1995 18:15 | Report | Philippines                  | 108–89 | Thái Lan |  | 700th Anniversary Sport Complex Gymnasium 2, Chiang Mai |
| 16 tháng 12 năm 1995 18:15 | Report | Điểm giữa hiệp: 45−39, 51−47 |        |          |  | 700th Anniversary Sport Complex Gymnasium 2, Chiang Mai |

## Giải đấu nữ

### Quốc gia tham dự
- Indonesia
- Malaysia
- Myanmar
- Philippines
- Thái Lan
- Việt Nam

### Kết quả
| VT | Đội          | ST | T | B | ĐT  | ĐB  | HS   | Đ  | Giành quyền tham dự                |
| -- | ------------ | -- | - | - | --- | --- | ---- | -- | ---------------------------------- |
| 1  | Thái Lan (H) | 5  | 5 | 0 | 101 | 42  | +59  | 10 | Lọt vào trận chung kết             |
| 2  | Philippines  | 5  | 4 | 1 | 359 | 278 | +81  | 9  | Lọt vào trận chung kết             |
| 3  | Malaysia     | 5  | 3 | 2 | 365 | 225 | +140 | 8  | Lọt vào trận tranh huy chương đồng |
| 4  | Indonesia    | 5  | 2 | 3 | 292 | 318 | −26  | 7  | Lọt vào trận tranh huy chương đồng |
| 5  | Myanmar      | 5  | 1 | 4 | 197 | 272 | −75  | 6  |                                    |
| 6  | Việt Nam     | 5  | 0 | 5 | 238 | 417 | −179 | 5  |                                    |

| 10 tháng 12 năm 1995 10:00 | Report | Malaysia | 115–33 | Việt Nam |  | 700th Anniversary Sport Complex Gymnasium 2, Chiang Mai |

| 10 tháng 12 năm 1995 13:30 | Report | Philippines | 103–51 | Myanmar |  | 700th Anniversary Sport Complex Gymnasium 2, Chiang Mai |

| 10 tháng 12 năm 1995 17:00 | Report | Indonesia | 42–101 | Thái Lan |  | 700th Anniversary Sport Complex Gymnasium 2, Chiang Mai |

| 11 tháng 12 năm 1995 10:00 | Report | Việt Nam | 50–112 | Indonesia |  | 700th Anniversary Sport Complex Gymnasium 2, Chiang Mai |

| 11 tháng 12 năm 1995 13:30 | Report | Philippines | 81–79 | Malaysia |  | 700th Anniversary Sport Complex Gymnasium 2, Chiang Mai |

| 11 tháng 12 năm 1995 17:00 |  | Thái Lan | W–L | Myanmar |  | 700th Anniversary Sport Complex Gymnasium 2, Chiang Mai |

| 12 tháng 12 năm 1995 10:00 | Report | Việt Nam | 81–99 | Myanmar |  | 700th Anniversary Sport Complex Gymnasium 2, Chiang Mai |

| 12 tháng 12 năm 1995 13:30 | Report | Indonesia | 64–83 | Malaysia |  | 700th Anniversary Sport Complex Gymnasium 2, Chiang Mai |

| 12 tháng 12 năm 1995 17:00 |  | Philippines | L–W | Thái Lan |  | 700th Anniversary Sport Complex Gymnasium 2, Chiang Mai |

| 13 tháng 12 năm 1995 10:00 | Report | Myanmar | 47–88 | Malaysia |  | 700th Anniversary Sport Complex Gymnasium 2, Chiang Mai |

| 13 tháng 12 năm 1995 13:30 | Report | Philippines | 84–74 | Indonesia |  | 700th Anniversary Sport Complex Gymnasium 2, Chiang Mai |

| 13 tháng 12 năm 1995 17:00 |  | Thái Lan | W–L | Việt Nam |  | 700th Anniversary Sport Complex Gymnasium 2, Chiang Mai |

| 14 tháng 12 năm 1995 10:00 |  | Myanmar | L–W | Indonesia |  | 700th Anniversary Sport Complex Gymnasium 2, Chiang Mai |

| 14 tháng 12 năm 1995 13:30 | Report | Philippines | 91–74 | Việt Nam |  | 700th Anniversary Sport Complex Gymnasium 2, Chiang Mai |

| 14 tháng 12 năm 1995 17:00 |  | Malaysia | L–W | Thái Lan |  | 700th Anniversary Sport Complex Gymnasium 2, Chiang Mai |

#### Tranh huy chương đồng
| 16 tháng 12 năm 1995 13:00 |  | Malaysia | W–L | Indonesia |  | 700th Anniversary Sport Complex Gymnasium 2, Chiang Mai |

#### Chung kết
| 16 tháng 12 năm 1995 16:30 | Report | Thái Lan                     | 91–53 | Philippines |  | 700th Anniversary Sport Complex Gymnasium 2, Chiang Mai |
| 16 tháng 12 năm 1995 16:30 | Report | Điểm giữa hiệp: 35−20, 56−33 |       |             |  | 700th Anniversary Sport Complex Gymnasium 2, Chiang Mai |